# Abeba Aregawi
Abeba Aregawi (Adigrat, 5 de julho de 1990) é uma corredora sueca de meia-distância, nascida na Etiópia, campeã mundial ao ar livre, em pista coberta, bicampeã da Diamond League e medalhista olímpica dos 1500 metros. 
Representando seu país natal ela finalizou inicialmente em quinto lugar na final dos 1500 m dos Jogos de Londres 2012. Com a desclassificação de atletas mais bem colocadas por violações de doping, a última delas a russa Tatyana Tomashova em julho de 2025, Aregawi herdou a medalha de prata. Dali em diante representando seu país de adoção, a Suécia, conquistou duas medalhas nesta modalidade, no Campeonato Mundial de 2013, em Moscou, e no Campeonato Mundial em Pista Coberta de 2014 em Sopot, na Polônia. Aregawi também foi bicampeã desta prova no circuito internacional da Diamond League, em 2012 e 2013.
Em fevereiro de 2016 a Federação de Atletismo da Suécia anunciou que ela havia testado positivo para meldonium, um modulador de metabolismo, num teste feito em janeiro, e a suspendeu preventivamente no mesmo dia. Em julho do mesmo ano a federação interrompeu a suspensão devido à falta de evidências científicas de quanto tempo a substância demora para ser expelida do corpo. O meldonium só tinha entrado na lista de drogas proibidas pela Agência Mundial Anti-Doping (WADA) no mesmo mês do teste da atleta. Aregawi encerrou oficialmente sua carreira profissional em 2018.